# Episodi di Seinfeld (sesta stagione)
La sesta stagione della serie televisiva Seinfeld, composta da 24 episodi, è stata trasmessa in prima visione negli Stati Uniti d'America dalla NBC dal 22 settembre 1994 al 18 maggio 1995.
In Italia è stata trasmessa in prima visione da TMC.
| nº | Titolo originale              | Titolo italiano         | Prima TV USA      | Prima TV Italia |
| -- | ----------------------------- | ----------------------- | ----------------- | --------------- |
| 1  | The Chaperone                 | Il terzo incomodo       | 22 settembre 1994 |                 |
| 2  | The Big Salad                 | La partita a golf       | 29 settembre 1994 |                 |
| 3  | The Pledge Drive              | Buone maniere           | 6 ottobre 1994    |                 |
| 4  | The Chinese Woman             | Saggezza cinese         | 13 ottobre 1994   |                 |
| 5  | The Couch                     | Il divano nuovo         | 27 ottobre 1994   |                 |
| 6  | The Gymnast                   | Amore acrobatico        | 3 novembre 1994   |                 |
| 7  | The Soup                      | Il regalo               | 10 novembre 1994  |                 |
| 8  | The Mom & Pop Store           | Negozietto di quartiere | 17 novembre 1994  |                 |
| 9  | The Secretary                 | Lo scontrino            | 8 dicembre 1994   |                 |
| 10 | The Race                      | La gara                 | 15 dicembre 1994  |                 |
| 11 | The Switch                    | Proposta immorale       | 5 gennaio 1995    |                 |
| 12 | The Label Maker               | Dare e avere            | 19 gennaio 1995   |                 |
| 13 | The Scofflaw                  | Il fuorilegge           | 26 gennaio 1995   |                 |
| 14 | The Highlights of 100: Part 1 | Frammenti (parte 1)     | 2 febbraio 1995   |                 |
| 15 | The Highlights of 100: Part 2 | Frammenti (parte 2)     | 2 febbraio 1995   |                 |
| 16 | The Beard                     | La copertura            | 9 febbraio 1995   |                 |
| 17 | The Kiss Hello                | Saluto con un bacio     | 16 febbraio 1995  |                 |
| 18 | The Doorman                   | La congiura             | 23 febbraio 1995  |                 |
| 19 | The Jimmy                     | Serata di beneficenza   | 16 marzo 1995     |                 |
| 20 | The Doodle                    | La caricatura           | 6 aprile 1995     |                 |
| 21 | The Fusilli Jerry             | Il mandrillo            | 27 aprile 1995    |                 |
| 22 | The Diplomat's Club           | Il club dei diplomatici | 4 maggio 1995     |                 |
| 23 | The Face Painter              | Il tifoso               | 11 maggio 1995    |                 |
| 24 | The Understudy                | La sostituta            | 18 maggio 1995    |                 |

## Il terzo incomodo
- Titolo originale: The Chaperone
- Diretto da: Andy Ackerman
- Scritto da: Lawrence H. Levy e Larry David

### Trama
Jerry incontra Miss Rhode Island, che sta gareggiando al concorso di Miss America e di conseguenza deve essere accompagnata al suo appuntamento con Jerry; Kramer diventa rapidamente il suo allenatore personale. Elaine cerca di seguire le orme di Jackie Kennedy Onassis per assicurarsi una posizione alla Doubleday, ma presto scopre che il suo lavoro come assistente personale di un dirigente è insoddisfacente. George sostituisce il poliestere con il cotone come materiale per le divise degli Yankees, con risultati allarmanti.
- Ascolti USA: 32 800 000 telespettatori[1]

## La partita a golf
- Titolo originale: The Big Salad
- Diretto da: Andy Ackerman
- Scritto da: Lawrence H. Levy e Larry David

### Trama
- Ascolti USA: 32 400 000 telespettatori[2]